# 猿一匹、唄えば侍
『猿一匹、唄えば侍』（さるいっぴき、うたえばさむらい）は、日本のシンガーソングライターである長渕剛の32枚目のシングルである。
フォーライフ・レコードへの移籍第三弾シングルであり、アルバム『SAMURAI』（1998年）からのシングルカットとしてリリースされた。 
オリコンチャートでは最高位28位となっている。 

## リリース
1998年11月26日に12センチCDでフォーライフ・レコードよりリリースされた。
長渕としては初のマキシシングルとなった。

## 批評
| 専門評論家によるレビュー | 専門評論家によるレビュー |
| レビュー・スコア         | レビュー・スコア         |
| 出典                     | 評価                     |
| ------------------------ | ------------------------ |
| CDジャーナル             | 肯定的                   |

音楽情報サイト『CDジャーナル』では、「歌われていることの骨っぽさはもちろん今までと変わることはないが、それを牙をむき出しツバを飛ばしていきり立って歌うのではなく、軽く歌っているのが、ここ数年の彼とは少し違ってきているように思う」と評されている。

## チャート成績
オリコンチャートでは最高位28位、登場回数4回、売り上げ枚数は3.0万枚となった。

## ライブ・パフォーマンス
本作はリリース当時のライブツアー「Live 98 SAMURAI」のみで演奏され、以後のライブでは一切演奏されていない。

## シングル収録曲
| 全作詞・作曲: 長渕剛。 |                                                      |        |            |      |
| #                      | タイトル                                             | 作詞   | 作曲・編曲 | 時間 |
| 1.                     | 「猿一匹、唄えば侍」                                 | 長渕剛 | 長渕剛     | 6:04 |
| 2.                     | 「 ひざまくら '98 (ニュー・テイク)」                 | 長渕剛 | 長渕剛     | 6:29 |
| 3.                     | 「シリアス(1997.11.20 OSAKA-JO HALL LIVE VERSION) 」 | 長渕剛 | 長渕剛     | 5:50 |
| 4.                     | 「猿一匹、唄えば侍（オリジナル・カラオケ）」         | 長渕剛 | 長渕剛     | 6:02 |
| 合計時間:              | 合計時間:                                            | 24:25  |            |      |

## スタッフ・クレジット

### 参加ミュージシャン
- 島村英二 - ドラムス
- 岡沢章 - エレクトリックベース
- 長渕剛 - エレクトリックギター
- 角田順 - アコースティックギター、エレクトリックギター
- エルトン永田 - アコースティックピアノ
- 浜口茂外也 - パーカッション
- 渋谷年治 - シンセサイザー・プログラマー

### スタッフ
- 長渕剛 - プロデューサー
- 笛吹利明 - コ・プロデューサー
- 加藤謙吾 (Z's) - レコーディング・エンジニア、ミキシング・エンジニア
- 池田雅彦（フォーライフ・レコード） - A&R
- 和井内貞宣（ユイ音楽工房） - A&R
- MASAKAZU ICHIKAWA（オフィス・レン） - エグゼクティブ・プロデューサー

## 収録アルバム
- 『SAMURAI』（1998年）